# Leuhan
Leuhan település Franciaországban, Finistère megyében. Lakosainak száma 836 fő (2022. január 1.). Leuhan Roudouallec, Coray, Laz, Saint-Goazec, Scaër és Tourch községekkel határos.

## Népesség
A település népességének változása:
| Lakosok száma | 1281 | 932  | 794  | 775  | 788  | 794  | 819  | 826  | 828  | 836  |
|               | 1968 | 1982 | 1990 | 2006 | 2013 | 2015 | 2017 | 2019 | 2020 | 2022 |